# Signochrysa jocaste
Signochrysa jocaste är en insektsart som först beskrevs av Banks 1940.  Signochrysa jocaste ingår i släktet Signochrysa och familjen guldögonsländor. Inga underarter finns listade i Catalogue of Life.